# Stemphylium majusculum
Stemphylium majusculum är en svampart som beskrevs av E.G. Simmons 1969. Stemphylium majusculum ingår i släktet Stemphylium och familjen Pleosporaceae.   Inga underarter finns listade i Catalogue of Life.